# Juan Agraz
Juan Agraz (Albacete ¿? - 1453) va ser un poeta castellà pertanyent a la lírica cancioneril.
Judeoconvers, va estar al servei del Conde de Niebla i d'Enrique de Guzmán i va participar en la Cort de Joan II de Castella. Va mantenir relacions literàries amb Juan de Mena i Juan Alonso de Baena. Poeta fonamentalment amorós, en els seus versos es deixa notar una vena moralitzant i satírica i certs continguts marians inhabituals en aquell moment.
És conegut, sobretot, per tres elegies fúnebres:
- Decir de la muerte del Conde de Niebla, de 1468,
- Decir cuando murió el maestre de Santiago, y
- Coplas a la muerte del Conde de Mayorga.